# Mine de Kestrel
 (mars 2025).
La mine de Kestrel est une mine souterraine de charbon située au Queensland en Australie.